# 都築真紀
都築真紀（2月16日—），日本男性遊戲編劇、漫畫家、編劇、填詞。曾隸屬於ivory，目前為Seven Arcs的成員。

## 人物
以前是成人漫畫、成人遊戲的企劃、腳本以及製作人，自《魔法少女奈葉系列》後以動畫的原作、腳本為重心。也有少年漫畫作品，但自《三角心系列》後因避免漫畫影響遊戲製作而退出商業漫畫。在《魔法少女奈葉系列》開始後淡出同人活動及成人遊戲，並且移籍至Seven Arcs，並以此作為動畫以及週邊的發展。

## 作品

### 遊戲
- 三角心系列
- 无限之魂

### 漫畫
- （角川書店《月刊少年Ace》2000年2月號，383－414頁）
- （角川書店《月刊少年エース》2000年5月號，305－336頁，巻中カラー）
- G 〜Destine For Fire〜
- 魔法少女奈葉第4期系列 魔法戰記奈葉Force（角川書店《娘TYPE》原作、脚本 長期休載中）
- 魔法少女奈葉第4期系列 魔法少女奈葉ViVid（角川書店《月刊Comp Ace》原作、脚本）
- ORIGINAL CHRONICLE 魔法少女奈叶 1st（角川書店《娘TYPE》原作、脚本）
- 魔法少女奈葉Reflection THE COMICS（角川書店《月刊Comp Ace》原作）

### 動畫
- 三角心OVA 〜Sweet Songs Forever〜
- 魔法少女奈葉系列（腳本）
- DOG DAYS（原作・腳本）
- ViVid Strike!（原作・腳本）
- Extreme Hearts（原作・腳本）

### 小說
- 魔法少女奈葉（第一期ノベライズ　メガミ文庫）
- DOGDAYS（角川書店『NEWTYPE』連載中）

### 其他
- 的吉祥物設計[1]
- Comic Market第71屆企業攤位宣傳手冊封面
- 田村由香里官方愛好俱樂部「Mellow Pretty」會報插畫
- 《鶺鴒女神》Sound Stage 01－02腳本

## 註解
1. ↑  ゲームやアニメの配信サイト「ギュッと！」がマスコットの名前を公募 的存檔，存档日期2008-07-20.

## 外部連結
- Platina=都築真紀= （日語），本人的網站。
- 都築真紀作品リスト( 2002/04/26 更新) （页面存档备份，存于） （日語），都築真紀早年的作品列表。